# داگمار پوهلمان
داگمار پوهلمان (انگلیسی: Dagmar Pohlmann؛ زادهٔ ۷ فوریهٔ ۱۹۷۲) بازیکن فوتبال اهل آلمان است.
از باشگاه‌هایی که در آن بازی کرده‌است می‌توان به باشگاه فوتبال اف‌اس‌وی فرانکفورت اشاره کرد.
وی همچنین در تیم ملی فوتبال زنان آلمان بازی کرده‌است.